# Мённюн (станция метро)
«Мённюн» (кор. 명륜) — эстакадная станция Пусанского метро на Первой линии.
Она представлена двумя боковыми платформами. Станция обслуживается Пусанской транспортной корпорацией. Расположена в квартале Мённюн-дон административного района Кымджон-гу города-метрополии Пусан (Республика Корея). На станции установлены платформенные раздвижные двери.
Станция была открыта 19 июля 1985 года.
Рядом с станцией расположены:
- Почта Тоннэ
- Средняя школа Тоннэ
- Административный центр района Тоннэ-гу
- Начальная школа Мённюн
- Конфуцианская школа Тоннэхянгё